# اسپینر (فیلم)
اسپینر (به هندی: Ghoomer) و (به انگلیسی: Spinner) فیلمی هندی محصول سال ۲۰۲۳ و به کارگردانی آر. بالکی است. در این فیلم بازیگرانی همچون شبانه اعظمی، آبیشک باچان، سایامی کر، انگاد بدی، آمیتاب باچان و ایوانکا داس ایفای نقش کرده‌اند.